# الجامعة التونسية لكرة المضرب
الجامعة التونسية لكرة المضرب أو الجامعة التونسية للتنس (بالفرنسية: Fédération tunisienne de tennis)‏ أو اختصاراً FTT، هي الجهة الرسمية المسؤولة والمشرفة على رياضة كرة المضرب في تونس، حيث تضع نظاما للتصنيف ومنافسات وطنية. الجامعة هي فرع للاتحاد الدولي لكرة المضرب والاتحاد الأفريقي للتنس والاتحاد العربي للتنس.

ينتسب إلى الجامعة 51 فريق للتنس ينشط في تونس.

## الأدوار
للاتحاد التونسي للتنس عدة أدوار مختلفة:
- تشجيع وتنظيم وتطوير التنس في تونس.
- تنسيق ودعم أندية التنس في تونس.
- إدارة مختلف المنتخبات في تونس، وأهمها منتخبات كأس ديفيز وكأس فيد. المشاركة في الألعاب الأولمبية
- تنظيم بطولات التنس في تونس، وأهمها دورة تونس المفتوحة للتنس و بطولة تونس لكرة المضرب للرجال و بطولة تونس لكرة المضرب للسيدات.
- إدارة حساب نظام ترتيب لاعبي ولاعبات التنس.

## المكتب الجامعي
المكتب الجامعي الجديد للفترة النيابية 2016-2020 يتكون من:

### الرئيس
- سلمى المولهي

### الأعضاء
- فاخر بركات
- هدى باروني
- عبد الكريم بوغابة
- بسام بن حسن
- عبد العزيز بوبكر
- أمل الحشاني
- سنية دمق
- منذر بوزقرو
- وليد جريتلي
- سيف إسماعيل
- أيوب خذير

## الإيقاف في كأس ديفيز
في أواخر 2013، قرر الاتحاد الدولي لكرة المضرب إيقاف تونس لمدة سنة من المشاركة في كأس ديفيز بعد إجبار أحد لاعبيها وهو مالك الجزيري من الانسحاب من دورة طشقند بدعوى الإصابة ولكن لعدم مواجهة اللاعب الإسرائيلي أمير وينتروب. ويعتقد الاتحاد الدولي أن تونس لم تحترم القانون التأسيسي لها والذي ينص على عدم وجود «أي تمييز على أساس اللون أو العرق أو الجنسية أو الأصل العرقي أو الوطني، أو العمر، الجنس أو الدين».

## الإختصاصات
- كرة المضرب
- كرة المضرب الشاطئية
- تنس الكراسي المتحركة

## مقالات ذات صلة
- منتخب تونس في كأس ديفيز
- منتخب تونس في كأس فيد
- دورة تونس المفتوحة للتنس

## روابط خارجية
- الموقع الرسمي للجامعة